# Minos (diálogo)

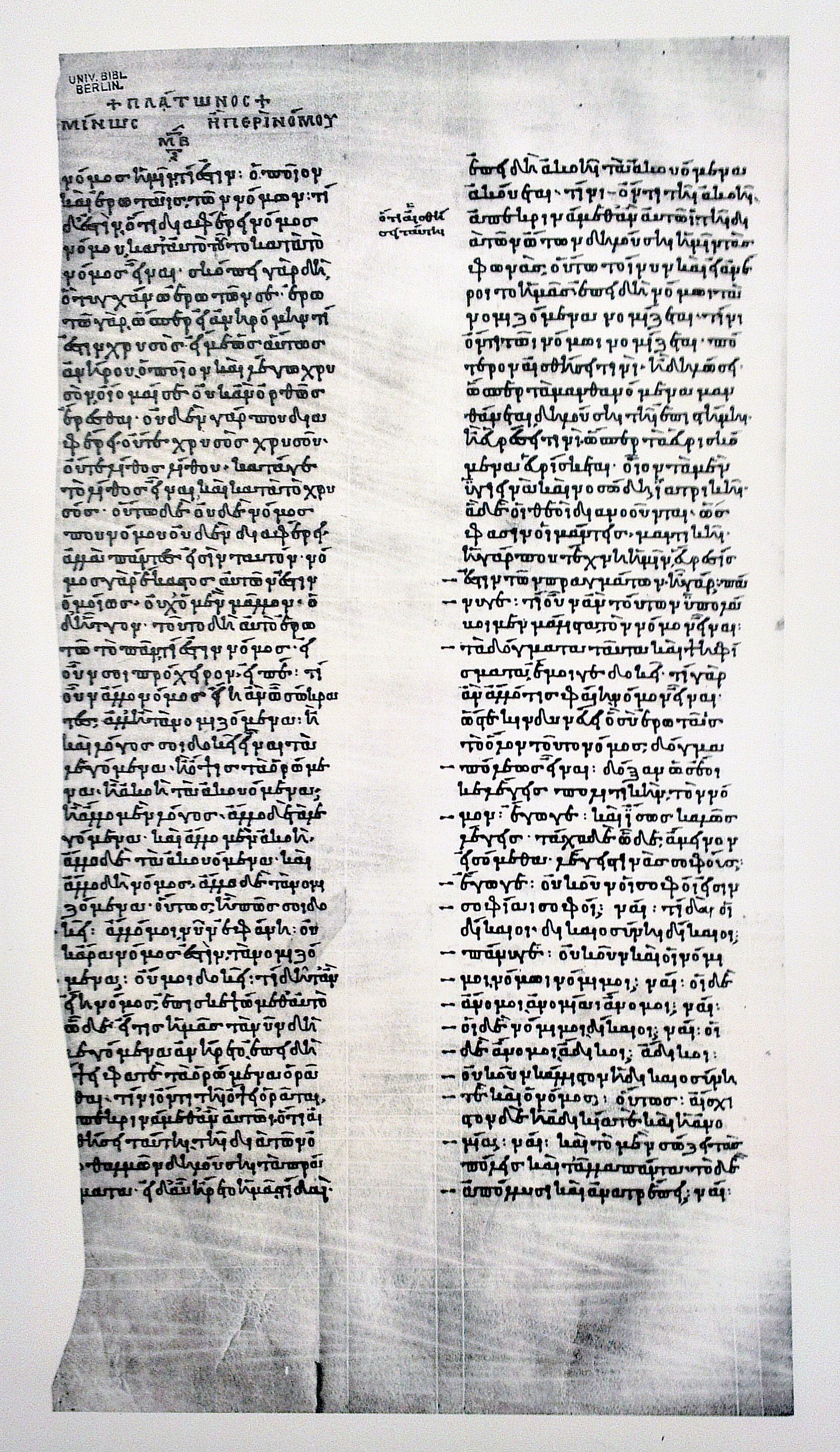
O início de Minos no mais antigo manuscrito medieval sobrevivente: Paris, Bibliothèque Nationale, Gr. 1807 (século IX)

Minos (grego antigo: Μίνως, Minos) é um suposto dialogo platônico. Apresenta Sócrates e um companheiro que, juntos, tentam encontrar uma definição de "lei" (grego: νόμος, nómos). As pesquisas atuais consideram a obra espúria. O autor desconhecido viveu no século IV a.C.
Apesar de sua autenticidade ter sido questionada por muitos estudiosos, muitas vezes foi considerado um documento fundamental na história da filosofia jurídica, particularmente na teoria do direito natural. Inversamente, também foi interpretada como a descrição de uma teoria do direito procedimental. Antigos comentaristas consideraram a obra como um preâmbulo ao diálogo final de Platão, Leis.
O diálogo traz uma conversa fictícia entre o filósofo Sócrates e um amigo anônimo. Ambos discutem a questão da norma em que a legislação nacional deve ser orientada. Acontece que nem os costumes tradicionais nem as decisões arbitrárias de um órgão legislativo podem oferecer uma base incontestável e absolutamente correta. Segundo as constatações dos dois entrevistados, tanto o legislador sábio quanto o autor da literatura especializada devem orientar-se quanto às condições jurídicas naturais e objetivas que se aplicam à sua área de responsabilidade. Como um exemplo clássico, Sócrates utiliza a legislação do Rei Minos de Creta retratada por ele como exemplar. O diálogo é, portanto, nomeado Minos, sendo uma fonte importante para a ideia de lei natural.

## Designdo Diálogo
O diálogo é dividido em duas seções. Na primeira metade, Sócrates e um companheiro tentam buscar uma definição de "lei", enquanto na segunda metade Sócrates elogia Minos, o mítico rei de Creta.
O design da conversa segue um padrão familiar aos leitores das obras reais de Platão desde os primeiros diálogos. Como de costume, o objetivo é a definição correta de um termo, neste caso o termo "lei". Uma definição é correta se especifica precisamente a natureza de seu objeto e, assim, elabora sua particularidade. Desse modo, a essência, a natureza do objeto de investigação deve ser apreendida filosoficamente. Sócrates dirige o esforço comum de conhecimento e determina o curso do evento dialógico. Ele usa perguntas para descobrir até que ponto há acordo sobre suposições e avaliações individuais e se certifica de que haja uma base comum para discussão. As propostas de definições são verificadas uma após a outra quanto à sua adequação. No decorrer da investigação, foi alcançado um acordo em todos os pontos levantados. No entanto, a questão inicial do que realmente é uma lei, ou seja, como ela se torna digna de seu nome não fica esclarecida. Fica em aberto qual seria a conquista de um bom legislador. Assim, o diálogo termina em aporia, situação para a qual não existe nenhuma solução à vista.

### Conteúdo
O diálogo começa repentinamente com a pergunta de Sócrates sobre o que a lei é "para nós", ou seja, como obter consentimento sobre a definição correta desse termo. Quando questionado sobre que tipo de lei ele queria dizer, Sócrates respondeu com uma explicação. Ele explica que se preocupa com a lei como tal, com "lei" como um termo geral. O termo não pode incluir nada diferente. Assim como o ouro não mostra diferença em si mesmo e a pergunta “Que tipo de ouro?”, Portanto, não tem sentido, a lei, na medida em que o termo como tal está em jogo, também deve ser algo uniforme. A palavra grega para lei é nomos , que também é usada para descrever um costume ou prática estabelecida. O companheiro define nomos como algo nomizomenon (o particípio passivo presente do verbo relacionado nomizō ), que significa "aceito". Nomizō é usado para significar "praticar", "ter em uso comum ou costumeiro", "promulgar", "tratar", "considerar como" e "acreditar", entre outras coisas.

Sócrates se opõe a esta definição:
Amigo : O que mais seria a lei ( nomos ), Sócrates, mas o que é aceito ( nomizomenon )?
Sócrates : E assim a fala, em sua opinião, é o que é falado, ou a visão o que é visto, ou o ouvir o que é ouvido? Ou a palavra é uma coisa, o que é falado outra, vista uma coisa, o que é visto outra, ouvir uma coisa, o que é ouvido outra - e então lei uma coisa, o que é aceito outra? É mesmo, ou qual é a sua opinião?
Amigo : São duas coisas diferentes, como agora me parece.
Sócrates : Lei, então, não é o que é aceito.
Amigo : Acho que não.
Assim como o que chamamos de "ouvir" não é a soma das coisas ouvidas, mas uma sensação, uma definição adequada de lei precisa capturar uma essência à parte das opiniões costumeiras que incorporam a lei em um dado momento. Supondo que as leis sejam resoluções de uma cidade,  Sócrates argumenta que se devemos considerar a lei e a justiça sempre como kaliston (κάλλιστον), "algo mais nobre",  ao mesmo tempo que concorda que a resolução de uma cidade pode ser "admirável" ou "perverso", segue-se que identificar a lei com essas resoluções é incorreto.  Em vez disso, Sócrates prossegue perguntando o que é uma boa opinião.
Sócrates : Mas o que é uma boa opinião? Não é uma opinião verdadeira?
Amigo : Sim.
Sócrates : Ora, não é opinião verdadeira, a descoberta da realidade?
Amigo : É.
Sócrates : Então, idealmente, a lei é a descoberta da realidade.

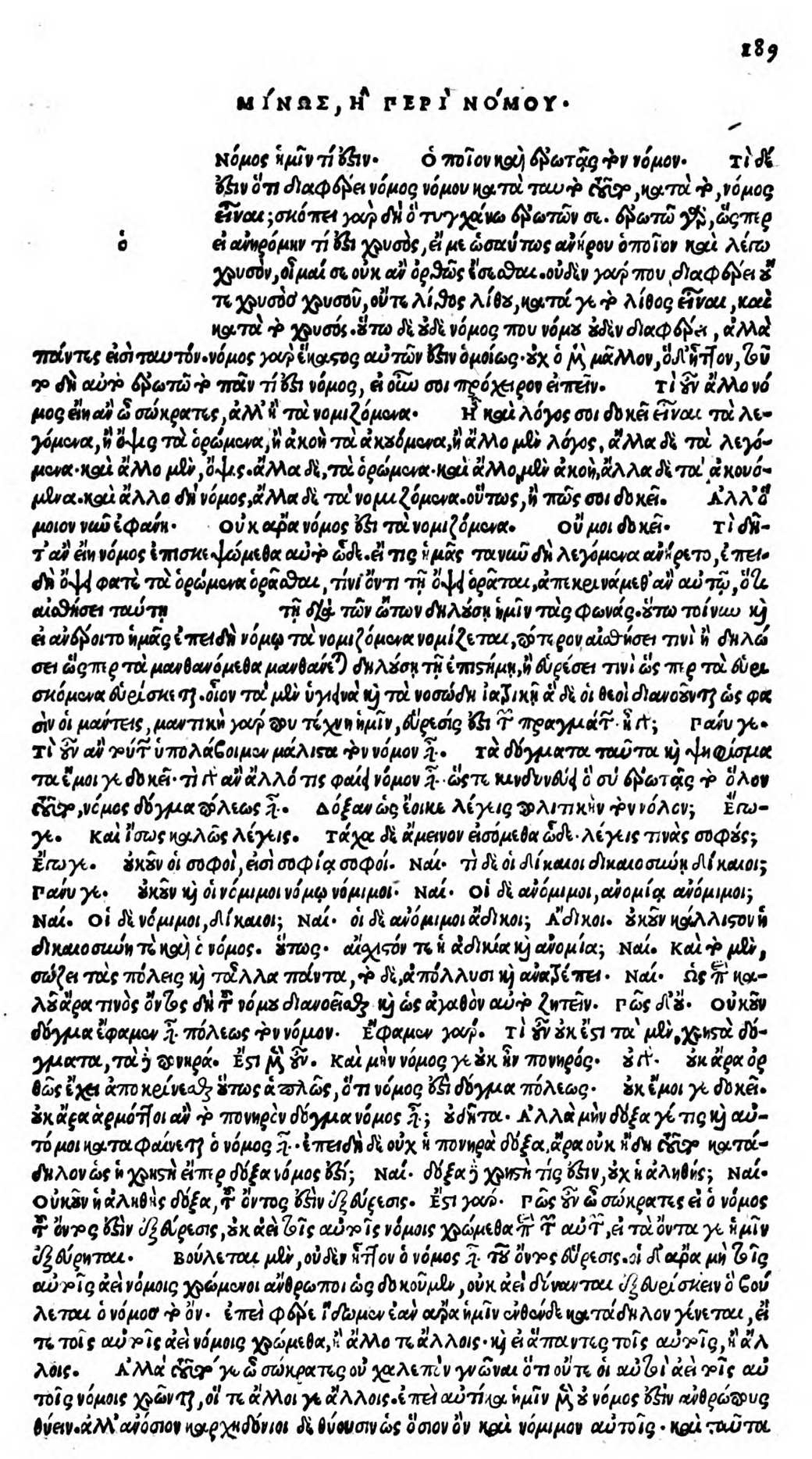
O início de Minos na primeira edição, Veneza 1513

Sócrates prossegue defendendo sua definição de direito como "aquele que quer descobrir a realidade". Seu companheiro objeta que se isso fosse verdade, então a lei seria a mesma em todos os lugares, mas sabemos que não é, e ele dá o exemplo de sacrifício humano que é proibido em Creta, onde o diálogo ocorre, enquanto os cartagineses e algumas cidades gregas o praticam. Sócrates passa a rebater este argumento usando seu famoso método , pedindo a seu companheiro que dê respostas curtas como ele fez no diálogo de Protágoras. Ele mostra que, uma vez que a lei é baseada no conhecimento da realidade, não pode ser diferente, mesmo que pareça ser. Assim como o fazendeiro é o melhor em conhecer as realidades da terra, o rei é melhor em conhecer as realidades da alma humana sobre as quais as leis devem vigorar. É assim que o diálogo segue para o elogio a Minos, o melhor, segundo Sócrates, dos reis que já existiram.

### Elogio Para Minos
O diálogo termina com elogios a Minos, o líder mítico de Creta e um antigo inimigo de Atenas.
Sócrates rebate a opinião de seu companheiro de que Minos era injusto, dizendo que sua ideia é baseada em peças de teatro, mas uma vez que consultem Homero , que é superior a todos os dramaturgos trágicos juntos, eles descobrirão que Minos é digno de elogio. Sócrates continua dizendo que Minos foi o único homem a ser educado pelo próprio Zeus, e que criou leis admiráveis para os cretenses, que são únicos em evitar o consumo excessivo de álcool, mais acabam por ensinar sua prática aos espartanos.
Sócrates diz que Minos ensinou a Radamanto partes de sua "arte real", o suficiente para ele guardar suas leis.Ainda complementa que Zeus então envia um servo a Minos chamado Talos, que embora todos pensem ser um autômato gigante feito de bronze, era na verdade apenas apelidado de "bronze" devido ao fato de ele segurar placas de bronze onde as leis de Minos estavam inscritas.
Depois desse encômio, o companheiro de Sócrates pergunta se tudo o que acabara de ouvir era verdade, afinal Minos gozava de uma gigantesca má fama em Atenas. Sócrates responde dizendo que isto se deve ao resultado do ataque de Minos a Atenas enquanto a cidade tinha bons poetas que, por meio de sua arte, podem prejudicar muito uma pessoa.

## Autenticidade
A maioria dos estudiosos modernos se opõe à autoria platônica, incluindo Werner Jaeger, Anton-Hermann Chroust. Por outro lado, houve casos argumentando a favor da autoria de Platão, incluindo de George Grote e Glenn R. Morrow.
Os principais argumentos contra a autenticidade de Minos costumam dizer que ele é estilisticamente bruto, filosoficamente simplista e muito cheio de argumentação pobre para ser legitimamente Platão.  Grote apontou uma falha neste raciocínio, observando que se o diálogo sendo "confuso e doentio"  e "ilógico"  fosse motivo para excluí-lo do corpus platônico, então também seria necessário lançar dúvida sobre o Fédon, uma vez que os argumentos de Platão nele para a imortalidade da alma são muito ineficazes.
A tensão entre a primeira metade, que enaltece o direito como a "descoberta da realidade", seguida do elogio à figura mítica de Minos, tipicamente descrito na tradição como um déspota brutal, foi vista por alguns como motivo para duvidar do diálogo. Esta aparente incoerência entre as duas partes do diálogo foi utilizada como um argumento contra a autoria platônica, embora outros tenham visto a introdução de Minos como sendo perfeitamente coerente.